# Сюба
Сюба — деревня в Уржумском районе Кировской области в составе Буйского сельского поселения.

## География
Находится на расстоянии примерно 18 километров на запад-юго-запад от районного центра города Уржум.

## История
Известна с 1802 года как черемисская деревня. В 1873 году учтено было дворов 28 и жителей 314, в 1905 42 и 216, в 1926 46 и 211, в 1950 40 и 207 соответственно. В 1989 году отмечено 106 жителей.

## Население
Постоянное население составляло 100 человек (мари 74 %, русские 26 %) в 2002 году, 79 в 2010.